# Hildevert Hersent
 (janvier 2022).
Pour les articles homonymes, voir Hersent.
Hildevert Hersent est né le 4 mai 1827 à La Vacherie, dans l'Eure. Il est mort à Paris le 26 décembre 1903. Il a été un entrepreneur des travaux publics connu pour avoir été un promoteur de l'emploi de caisson à air comprimé pour la réalisation des fondations sous l'eau.

## Biographie

### Débuts
Sans instruction autre que celle acquise à l'école primaire, il entre dans la vie active à 14 ans dans l'entreprise de M. Jeanne, modeste entrepreneur d'Évreux où il apprend sur le tas les premières notions sur l'exécution de travaux publics.
À 20 ans, il participe à la construction de l'écluse Notre-Dame-de-la-Garenne. En 1853, il dirige son premier chantier, âgé de 26 ans, au tunnel de Martainville, sur la ligne Paris Rouen.
En 1856, il entre dans la maison Castor et Jacquelot. Il en devient un des associés en 1860.

### Les fondations du pont de Kehl
C'est en 1858, sur le chantier des fondations des piles du pont de Kehl, sur le Rhin, qui va établir la notoriété d'Hildevert Hersent. Dans la convention internationale pour la construction de ce pont, les fondations devaient être réalisées par la Compagnie des chemins de fer de l'Est, et le Grand-duché de Bade avait en charge les superstructures. L'ingénieur chargé des travaux, Édouard Fleur, dit Fleur Saint-Denis, a eu l'idée de remplacer les colonnes de fondation par un caisson unique. Il reprend une technique utilisée par Isambard Kingdom Brunel sur le pont de Saltash consistant à fonder une pile sur une seule colonne au lieu de deux ou trois. Les fondations des piles devaient être réalisées à 20 m sous les eaux les plus basses. Ce travail a été l'application la plus importante jamais faite à l'époque de l'emploi de l'air comprimé pour l'exécution des fondations sous l'eau. Il est demeuré une référence. 
Comme l'écrit L'Illustration dans un article du 15 janvier 1859, on a remplacé la cloche à plongeur par des grandes chambres en tôle qui ont ensemble la superficie d'une des piles, c'est-à-dire 25 m de long sur 7 m de large, et descendu cet immense appareil qui ne pèse pas moins de 200 000 kg, sur le fond de la rivière dans l'emplacement réservé à cet effet. L'utilisation de l'air comprimé pour la  construction de fondations profondes n'était pas nouvelle, mais elle présentait des risques pour la santé des hommes travaillant dans les chambres lorsque la profondeur dépassait dix à quinze mètres. Pour la construction des fondations du pont de Saint-Louis, sur le Mississippi, qui atteignaient 35 m de profondeur, il y a avait eu quatorze morts. Pour limiter les risques, l'entreprise Castor avait prévu d'effectuer le dragage des graviers avec une chaîne à godets et de placer le béton de la fondation sans épuiser l'eau. Cette méthode limitait les risques pour les hommes.
Schneider et Cie s'est intéressé dès la fin du pont de Kehl à la réalisation des caissons métalliques pour les fondations d'ouvrages. Cette activité entre dans les activités des ateliers de constructions mécaniques. En 1864, pour la construction des fondations du pont d'Arles, sur le Rhône, obtenu par l'entreprise Castor, Les ateliers de construction de Schneider et Cie dirigés par Ferdinand Mathieu ont fourni leurs premiers caissons métalliques en 1865,.

### Développement de la société
À la suite de cette réussite, Hersent participe à la réalisation sous air comprimé des fondations d'un grand nombre de ponts, à des travaux de terrassements pour différentes lignes de chemins de fer et à l'édification d'ouvrages maritimes très variés, soit seul, soit associé à Castor, Abel Couvreux père, Couvreux fils, Lesueur… 
À la mort de M. Castor, en 1874, il en devient le seul dirigeant. L'entreprise prend alors son nom et va se développer. Il va lui intégrer un bureau d'études pour répondre aux consultations des maîtres d'ouvrages du monde entier.
On peut citer :
- le dérasement de la roche appelée « la Rose » qui obstruait l'entrée du port militaire de Brest, en 1866 ;
- les travaux de régularisation du Danube, à Vienne, entre 1869 et 1875 ;
- les fondations du viaduc du Val Saint-Léger, en 1878-1879 ;
- la régularisation du Tage et la création du port moderne de Lisbonne ;
- la construction des bassins de radoub de Toulon[4] et de Saïgon, exécutés au moyen de caissons ayant une surface de 5 600 m2, descendus à 19 m de profondeur ;
- la construction des quais d'Anvers, de Bordeaux…
- la création du port de Bizerte ;
- en 1881-1883, il avait participé avec Couvreux à la préparation des travaux du canal de Panama ;
- en janvier 1883, John Fowler et Benjamin Baker font appel aux entreprises d'Hersent et de Couvreux pour réaliser les fondations des piles du pont du Forth. Les travaux ont duré six mois pour descendre les 4 caissons servant à creuser les fondations de chacune des 3 piles. Il n'y a pas eu d'accident mortel à déplorer ;
- en 1889, Hersent étudie avec Schneider et Cie un projet de pont sur la Manche (études de la superstructure métallique pour Schneider, fondations pour Hersent), projet qui fut présenté à l'Exposition universelle de 1889[5].

### Jean-Baptiste et Georges Hersent
En 1897, Hildevert Hersent associe ses deux fils, Jean-Baptiste et Georges, ingénieurs de l'école Centrale des Arts et Manufactures, à son entreprise. 
Ils entreprennent les travaux suivants :
- quai sud d'Anvers,
- agrandissement du port de Bizerte,
- construction de l'arsenal de Sidi-Abdallah,
- port de Dakar

En 1902, l'entreprise Hersent obtient avec la société Schneider et Cie la concession par le gouvernement argentin la construction et l'exploitation pendant 40 ans d'un port maritime de Rosario de Santa Fe, située sur le rio Parana. Les deux associés ont alors créé la Société du port de Rosario. En 1906, ce port, accessible aux bateaux de haute mer, devient le principal port de commerce d'Argentine. La concession se termine en 1942. Les résultats ont été meilleurs que ceux estimés à l'origine.
En 1904, les deux fils fondent la société en nom collectif Hersent Jean et Georges qui devient, en 1922, la « Société anonyme Hersent - Entreprises de travaux publics et maritimes ».

## Distinctions
- Président de la Société des Ingénieurs Civils de France, en 1886.
- Officier de la Légion d'honneur, en 1900.